# Callista (orchideeënfamilie)
Callista is een geslacht met ongeveer 340 soorten orchideeën uit de onderfamilie Epidendroideae. Het geslacht is afgesplitst van Dendrobium.
Het zijn epifytische of lithofytische orchideeën uit groenblijvende laagland- en montane bossen van Zuidoost-Azië, met opvallende, veelbloemige trossen van felgekleurde gele, witte of roze bloemen.

## Naamgeving enetymologie
- Synoniem: Dendrobium Sw. (1799) sect. Callista (Lour.) Schltr. (1912), Dendrobium Sw. (1799) sect. Densiflora Finet (1912), Endeisa Rafin. (1836)

De botanische naam Callista is afgeleid van het Oudgriekse κάλλιστος, kallistos (zeer mooi), naar de opmerkelijke pracht van de bloemen van dit geslacht.

## Kenmerken
Callista-soorten zijn kleine tot grote epifytische of lithofytische planten met dikke, vlezige, witte wortels en rechtopstaande of afhangende, gelede, spoelvormige tot kegelvormige, gegroefde of vierkante, groene of gele op pseudobulben lijkende stengels.
De plant draagt vooral aan de top van de stengel één tot zeven donkergroene, leerachtige, overblijvende lancetvormige tot ovale bladeren met spitse top, zonder of met een korte bladschede, en een lange oksel- of eindstandige, afhangende, ijle of dichte, veelbloemige bloemtros, die ontspringt aan de knopen vlak bij de top van de stengel.
De bloemen zijn tot 5 cm groot, kortlevend, welriekend en opvallend wit, geel of roze gekleurd, dikwijls met een contrasterend geel of oranje bloemlip. De kelk- en de zijdelingse kroonbladen zijn gelijkvormig, teer en gespreid, de kroonbladen meestal breder en met gezaagde of getande rand. De bloemlip is eenlobbig, gespreid, bijna rond met een smalle, holle basis die aansluit op de voet van het gynostemium, bezet met op haren lijkende papillen en met een dwars callus. Het gynostemium is kort met een duidelijk verzonken stempel en twee sikkelvormige staminodia. De voet van het gynostemium is eveneens kort en heeft aan de basis en een opvallend, glad en glanzend nectarhoudend mentum. Er zijn vier lichtgele, gladde pollinia in groepjes van twee.

## Habitaten verspreidingsgebied
Callista-soorten komen voor als epifytsche, lithofytische of zelden terrestrische planten op takken van hoge bomen, bemoste stronken en rotsen, in biotopen variërend van vochtige, mosrijke, groenblijvende laaglandbossen tot open, montane gemengde- of naaldbossen op hoogtes tot 2500 m.
Ze zijn verspreid over Zuidoost-Azië, voornamelijk in de Himalaya, Nepal, Tibet, Bangladesh, Assam (India), Hainan (China), Myanmar, Thailand, Laos, Vietnam en Maleisië.

## Taxonomie
Callista werd oorspronkelijk als geslacht beschreven door De Loureiro in 1790. Het is in 1912 door Schlechter in het geslacht Dendrobium opgenomen als de sectie Callista.
In 2002 werd deze sectie en de nauw verwante sectie Densiflora door Clements op basis van DNA-onderzoek opnieuw als een volwaardig geslacht erkend.
Het geslacht telde oorspronkelijk ongeveer 340 soorten. Volgens het onderzoek van Clements zijn er alvast zeven soorten waarvan de status behouden blijft. De typesoort is Callista amabilis.

### Soortenlijst

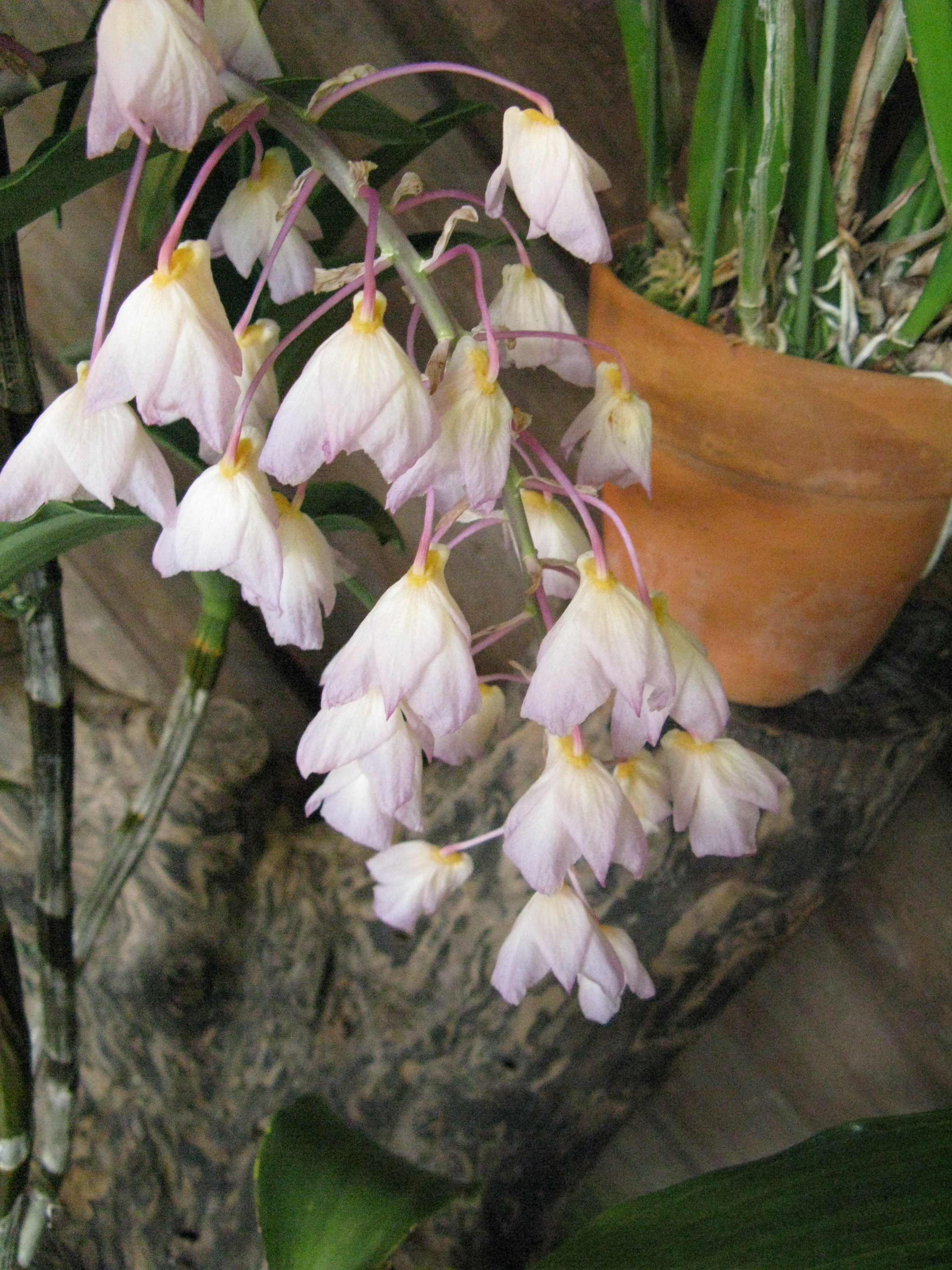
Callista amabilis Lour. (1790)
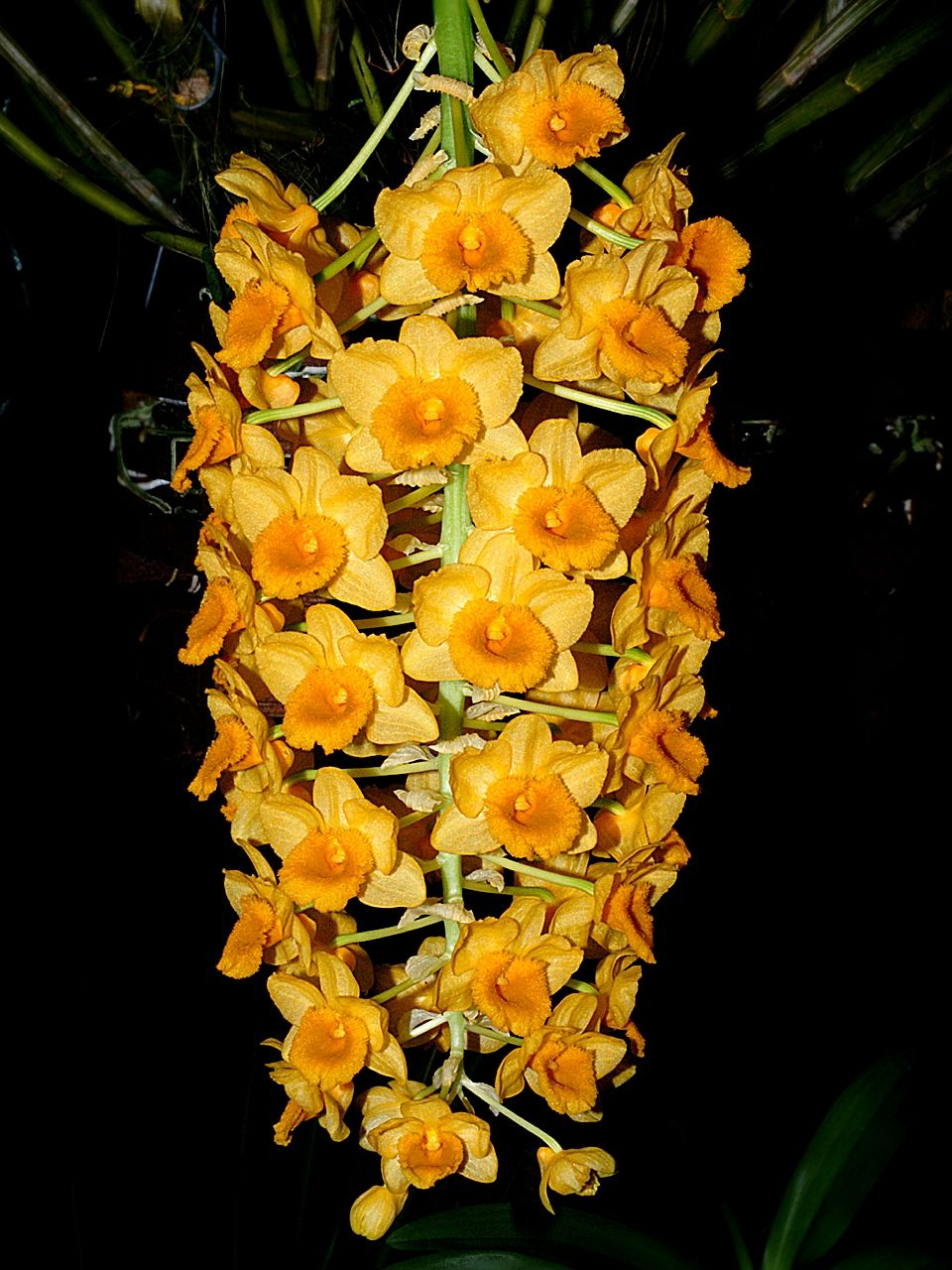
Callista densiflora (Lindl.) Kuntze (1891)
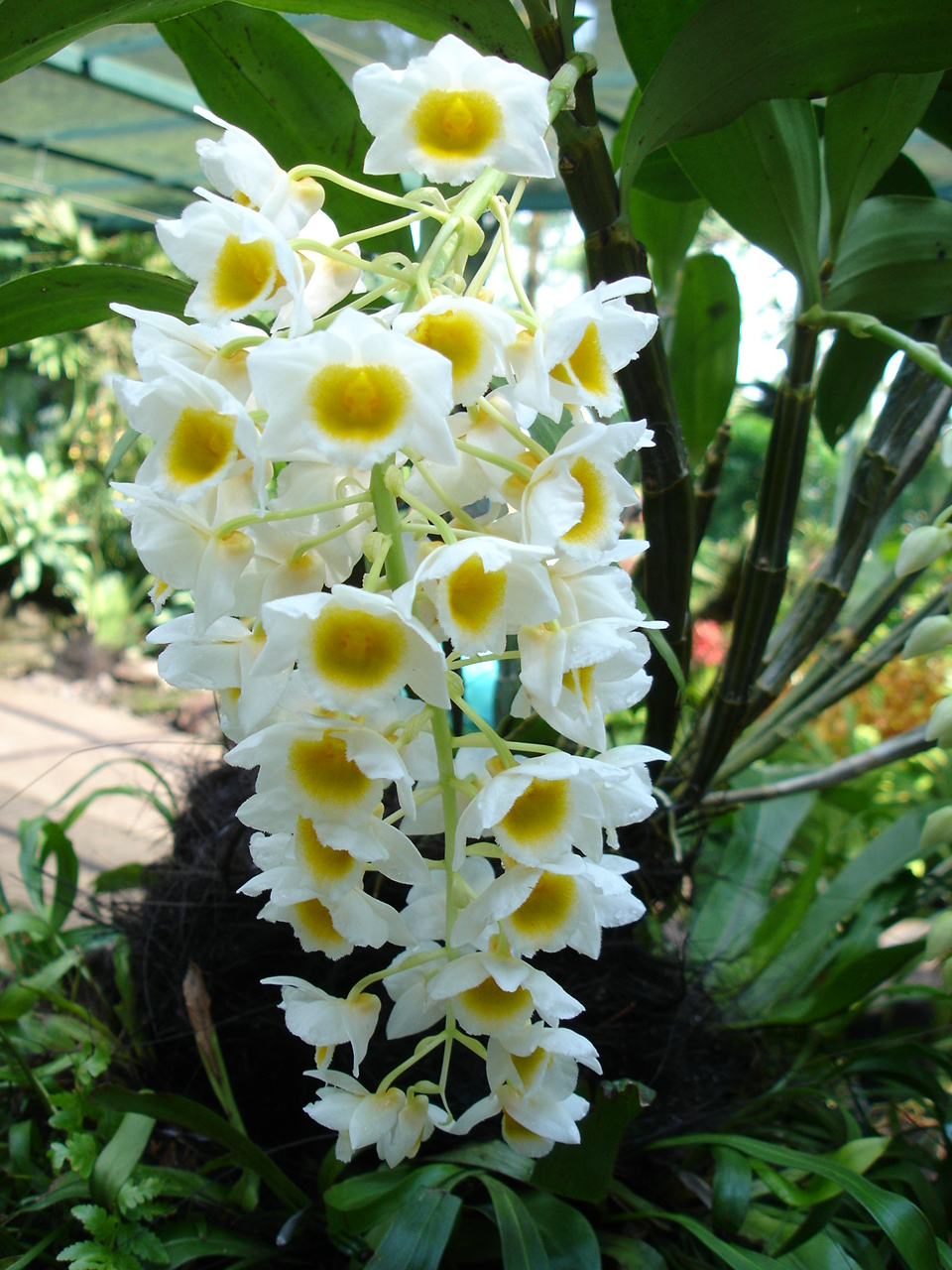
Callista farmeri (Paxt.) Kuntze (1891)
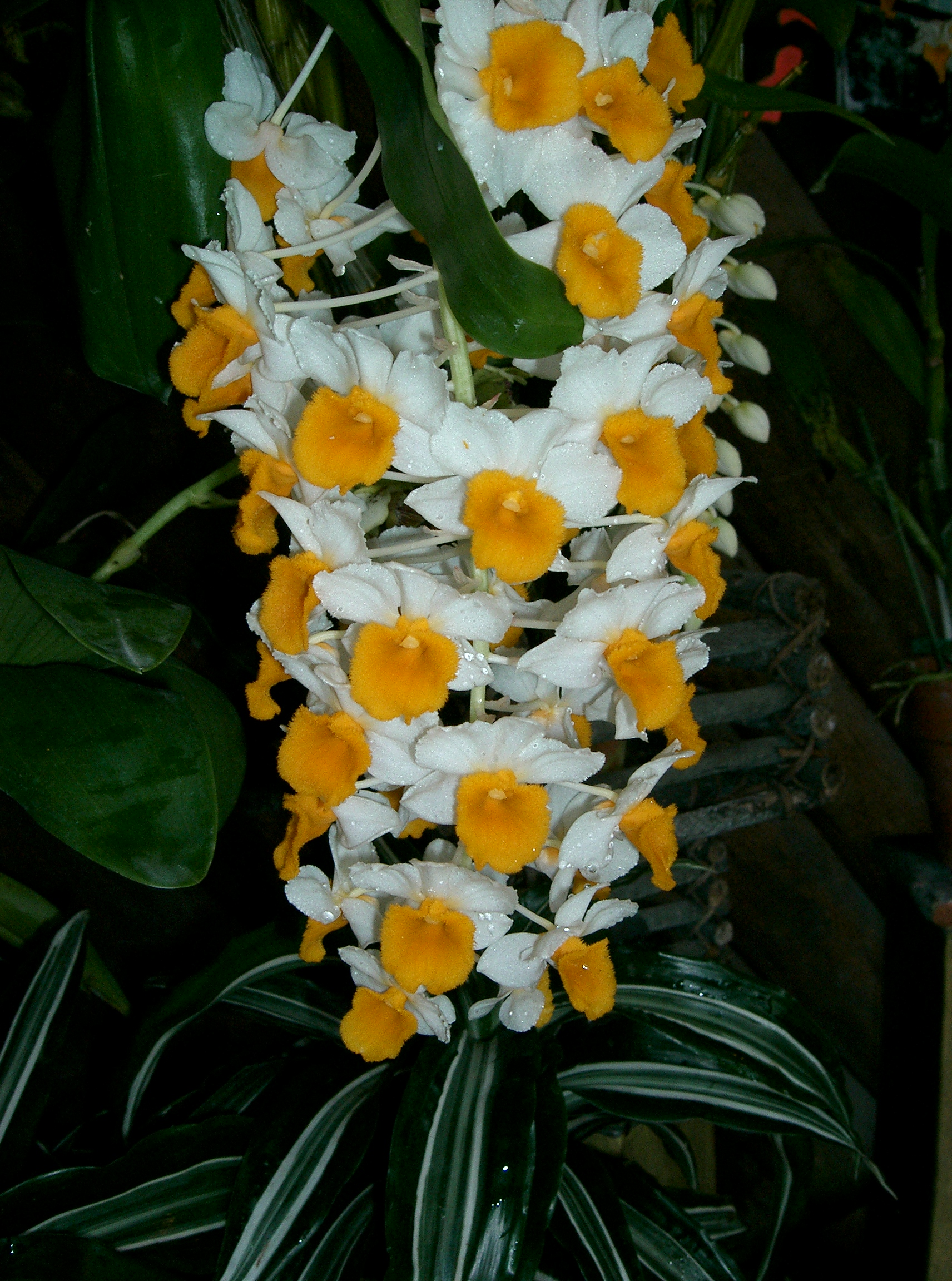
Callista griffithiana (Lindl.) Kuntze (1891)
- Callista guibertii (Carriere) M.A.Clem. (2003)
- Callista palpebrae (Lindl.) Kuntze (1891)
- Callista thyrsiflora (Rchb.f.) M.A.Clem. (2003)